# Zutto Futari de...
«Zutto Futari de...» es el quinto sencillo de la banda japonesa GLAY. Salió a la venta el 17 de mayo de 1995.
Zutto Futari de... fue el tema que tocó la banda en la boda de la hermana de Teru que le dedicó la canción[cita requerida].

## Canciones
1. «Zutto Futari de...»
2. «Gone with the wind»
3. «Acid head»